# Tripogandra glandulosa
Tripogandra glandulosa är en himmelsblomsväxtart som först beskrevs av Moritz August Seubert, och fick sitt nu gällande namn av Otto Rohweder. Tripogandra glandulosa ingår i släktet Tripogandra och familjen himmelsblomsväxter. Inga underarter finns listade.